# イングリッド・アレクサンドラ

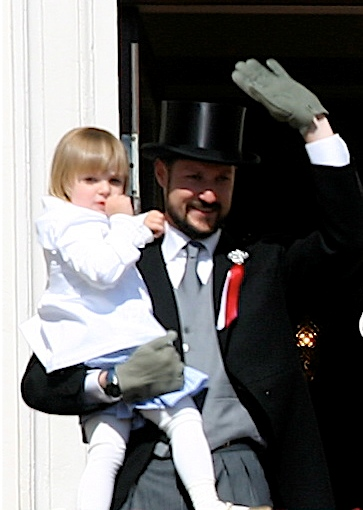
2007年

イングリッド・アレクサンドラ（Ingrid Alexandra, 2004年1月21日 - ）は、ノルウェー王太子ホーコン・マグヌスとその妃メッテ＝マリットの第1子長女。オスロで誕生した。王位継承順位第2位。

## 略歴
2004年1月21日、オスロ大学病院でホーコン王太子とメッテ＝マリット妃の第一子として誕生した。マリウスという異父兄がいる。同年4月17日に洗礼式が執り行われ、代父母に父方の祖父ハーラル5世、母方の祖母マリット・ヒェッセム、叔母のマッタ・ルイーセ王女、デンマークのフレデリク王太子、スペインのアストゥリアス公フェリペ（現フェリペ6世）、スウェーデンのヴィクトリア王太子がなった。
2005年12月3日に弟のスヴェレ・マグヌス王子が生まれたが、1990年の憲法改正により王位継承順位はイングリッド・アレクサンドラが優先される。（ただイギリス王位継承権は弟の方が上になる。）
2010年6月19日のスウェーデン王太子ヴィクトリアの結婚式では、オランダのカタリナ＝アマリア王女とデンマークのクリスチャン王子とともに花嫁の付き添い人をつとめた。
2010年から王宮に近い公立学校に通い始めた。この学校には異父兄のマリウスも通っていた。2014年からはインターナショナルスクールに通学している。
2016年2月12日から行われたリレハンメルユースオリンピックの開会式で最終聖火ランナーとして聖火台に火を点灯した。